# MINKABU

## 概要
MINKABU（みんかぶ） は、株式会社ミンカブ・ジ・インフォノイドが運営する日本の資産形成情報ポータルサイトである。株式・投資信託・FX・暗号資産など多様な金融商品の価格情報、ニュース、学習コンテンツを提供し、ユーザー同士が売買予想を投稿できるコミュニティ機能を備える。  
サービスは広告収入と月額課金制の「みんかぶプレミアム」を主な収益源とし、2024年時点で月額1,320円（税込）で提供されている。

## 沿革
- 2007年4月19日 – 投資家向けSNS「みんなの株式」β版をプレオープン。[4]
- 2010年代前半 – AIを用いた「株価診断」機能を導入し、投資コミュニティとしての特色を強化。[5]
- 2021年4月25日 – 旧「みんなの株式」ほか複数メディアを統合し、ブランド名を「MINKABU」に統一。[6]
- 2021年8月 – サブスクリプション型サービス「みんかぶプレミアム」開始（月額990円、後に1,320円へ改定）。[7]
- 2022年12月28日 – 運営会社がライブドア事業を買収し、ニュース・ブログなど大規模メディア群を統合。[8]

## MINKABUシリーズと機能

### みんかぶ
「みんかぶ」は、資産形成・資産運用に関わる一般ユーザー向け総合情報サイトである。最新マーケットニュースや金融商品の基礎データ、資産形成に関する解説記事に加え、ユーザー間で意見交換ができるSNS機能を備える。みんかぶPRESS ではネット証券・証券会社の比較ランキングや株主優待、株式投資初心者向けコンテンツを提供している。旧サービス名はみんなの株式。
- 投資家の売買予想 – 上場企業株価について「買い」または「売り」を投稿し、実際の株価推移と照合してポイントを付与するシステム[9]
- 株式ランキング – 業績・株価・配当・売買予想など複数指標を組み合わせた国内銘柄ランキングを表示[9]
- 株テーマ – 社会的トレンドを示すキーワードを「テーマ」として設定し、関連銘柄の一覧と平均値動きを提示[11]

### みんかぶ（FX/為替）
「みんかぶ（FX/為替）」は、外国為替証拠金取引（FX）に関する速報ニュース、レート、チャートを配信する専門サイトである。経済指標発表のカウントダウンと結果数値を通貨別に一覧表示するほか、個人投資家の売買予想やFX会社比較コンテンツを備える。
- 為替レート
- 経済指標
- ニュース・コラム

### みんかぶ（暗号資産）
「みんかぶ（暗号資産）」では、ビットコインや主要アルトコインのリアルタイム価格・チャート、アービトラージ情報、市況ニュースを掲載し、取引所ランキングや学習コンテンツも提供する。
- チャート一覧
- ランキング
- 仮想通貨ニュース

### みんかぶ（投資信託）
「みんかぶ（投資信託）」は、国内外ファンド情報を網羅し、組入銘柄の検索やユーザーレビュー機能を提供するサイトである。
- 投信ランキング
- 投資信託を探す
- 投資信託初心者向けガイド

### みんかぶ（先物）
「みんかぶ（先物）」は、株価指数・商品先物・オプション取引のチャート、ニュース、セミナー情報などをまとめたデリバティブ専用サイトである。
- 価格／チャート
- 先物ニュース
- セミナー情報

### みんかぶ（不動産投資）
「みんかぶ（不動産投資）」は、収益物件情報や学習コラム、不動産投資セミナー情報を掲載する。
- セミナー情報
- 入門コラム
- 投資物件検索

### みんかぶアセットプランナー
みんかぶアセットプランナー（英: MINKABU ASSET PLANNER）は、複数の証券・銀行口座を集約し、資産推移や取引履歴を可視化する個人投資家向け資産管理アプリである。2021年8月に正式提供が開始され、現在は月額課金サービス「みんかぶプレミアム」に含まれる。
主な機能は以下の７つで構成される。
- 口座一括管理機能 – 証券・銀行・電子マネー口座を自動取得して残高や銘柄情報[22]を一覧化
- 資産グルーピング機能 – 目的別・運用別に保有資産をグルーピング
- 資産目標サポート機能 – 目的に応じ、運用方法や必要利回りを計算
- 資産レポート機能 – 保有銘柄ごとの損益や証券口座ごとの資産変動を配信
- 取引履歴機能 – 証券の取引履歴を記録
- ペルソナチャート機能 – 類似ユーザーとの比較でリスク許容度を表示
- 配当金管理機能 – 複数の口座に入金される配当金を支払い月ごとに管理

2022年9月、運営会社はフィンテック企業MONO Investmentと資本業務提携を結び、同社が開発したポートフォリオ分析エンジンをアプリに採用した。提携内容は東京証券取引所の適時開示資料でも公表されている。これにより、ユーザーは複数資産を横断した評価額やリスク指標を自動計算できるようになった。口座連携にはマネーツリーのAPIが用いられている。